# Hellmuth von Ruckteschell

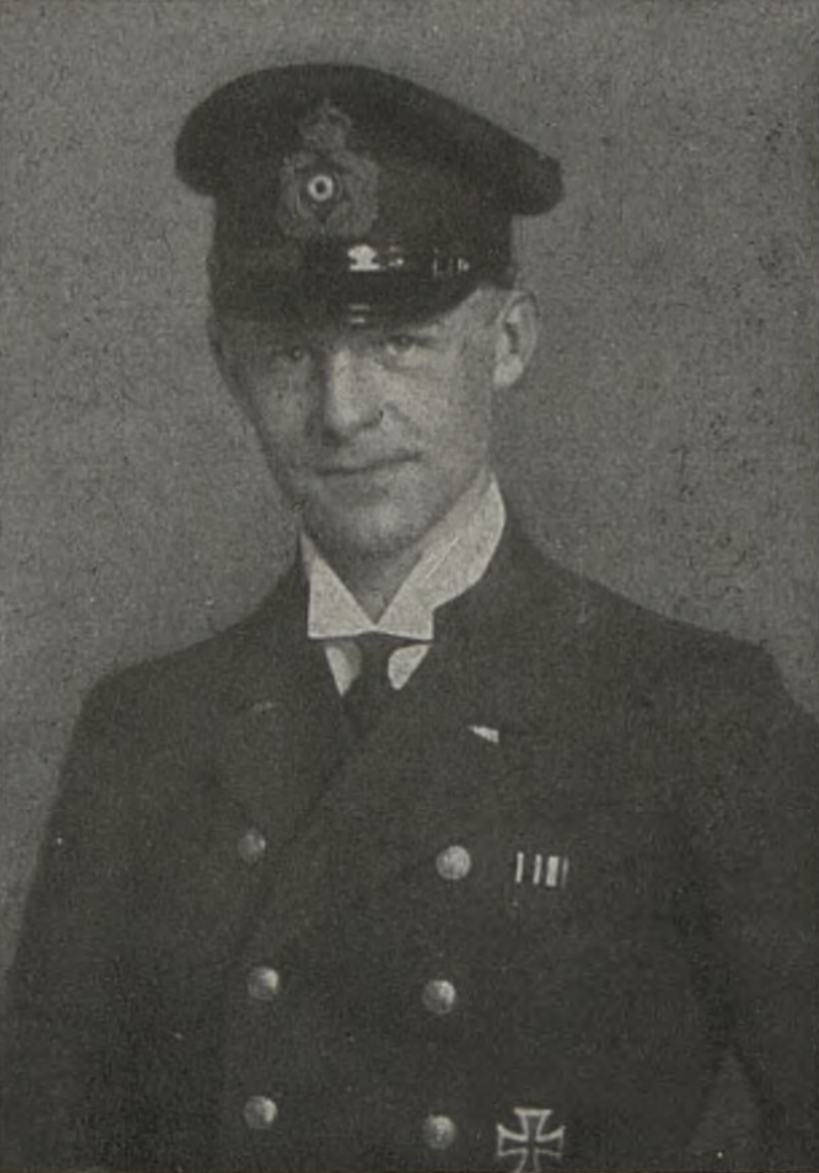

Hellmuth Max von Ruckteschell (* 28. März 1890 in Hamburg-Eilbek; † 24. September 1948 in Hamburg-Fuhlsbüttel) war ein deutscher Marineoffizier. Im Ersten Weltkrieg befehligte er mehrere U-Boote und im Zweiten Weltkrieg zwei deutsche Hilfskreuzer. Von Ruckteschell war einer von 13 Offizieren, die den Dienstgrad eines Kapitäns zur See der Reserve in der Kriegsmarine erreichten.

## Biografie
Von Ruckteschell wurde als zweites von 14 Kindern des Pastors Nicolai von Ruckteschell und seiner Frau, Baronin Catherina Helene von Engelhardt in Hamburg-Eilbek geboren. Ein Bruder von ihm war der Bildhauer und Autor Walter von Ruckteschell (1882–1941), seine Schwester Karin die spätere Diakonissin in Kaiserswerth.
Nach dem Abitur trat von Ruckteschell am 1. April 1909 der Kaiserlichen Marine als Seekadett bei. Nach Absolvierung der seemännischen Grundausbildung diente er 1916 im Range eines Oberleutnants zur See als erster Wachoffizier auf den U-Booten U 3 und U 57. Ab 1917 befehligte er die U-Boote UB 34 und U 54. Am 24. November 1919 verließ von Ruckteschell die Marine. Da die Siegermächte nach ihm wegen begangener Kriegsverbrechen fahndeten, floh Hellmuth von Ruckteschell nach Schweden und später Finnland. Dort arbeitete er als Holzfäller. Nach einigen Jahren kehrte er Mitte der 1920er Jahre unter falschem Namen nach Deutschland zurück. Hier absolvierte er eine Schreinerlehre und war bis zur zweiten Hälfte der 1930er als Tischler tätig.
Als ausgebildeter Tischlermeister und erfahrener U-Boot-Kommandant wurde von Ruckteschell 1938 von der Kriegsmarine zum Kapitänleutnant (d. R.) befördert. Mit Beginn des Zweiten Weltkrieges 1939 wurde er einberufen und am 5. September 1939 zur Baubelehrung (militärische Beratung) bei der Kriegsmarinedienststelle Bremen befohlen. Zwischen Dezember 1939 und Januar 1940 befehligte er das zum Minenschiff umgebaute Seebäderschiff Cobra. Nach diesem Minenlegerkommando kehrte Ruckteschell zur KMD Bremen zurück und ihm wurde bis Mai 1940 die Baubelehrung für das geheimen Projektes Schiff 21 (HSK 3) übertragen. Das Schiff 21 war das ehemals zivile Turbinenschiff Neumark. Das Frachtschiff war seit November 1939 unter extremer Geheimhaltung zum Handelsstörkreuzer umgebaut worden und erhielt den Namen Widder. Ab 16. Januar 1940 war von Ruckteschell Kommandant des Hilfskreuzers „Widder“ im Range eines Korvettenkapitäns.
Die Widder verließ unter von Ruckteschells Kommando am 5. Mai 1940 die Basis und lief durch die Dänemarkstraße in den offenen Nordatlantik. In 180 Einsatztagen wurden im Mittelatlantik insgesamt neun feindliche Schiffe versenkt und eines als Prise aufgebracht. Die Gesamttonnage der versenkten und geenterten Schiffe betrug 58.644 BRT. Anlässlich der Rückkehr des Hilfskreuzers wurde Hellmuth von Ruckteschell am 31. Oktober 1940 mit dem Ritterkreuz des Eisernen Kreuzes ausgezeichnet. Nach dem Einsatz auf der Widder wurde Ruckteschell erneut in die Baubelehrung eingesetzt. Bis März 1942 beaufsichtigte er, inzwischen zum Fregattenkapitän befördert, den Umbau des ehemals polnischen Frachters Bielko. Die Bielko wurde unter Ruckteschells Anleitung zum Hilfskreuzer Michel (Schiff 28 / HSK 9) umgebaut.
Der nach dem Hamburger Michel benannte Hilfskreuzer lief unter Ruckteschells Kommando am 9. März 1942 aus Cuxhaven zum Kampfeinsatz aus. Der Handelsstörkreuzer operierte im Südatlantik, der Antarktis und später im Indischen Ozean. Aufgrund der erdrückenden alliierten Überlegenheit konnte das Schiff nicht mehr nach Europa zurückkehren und lief am 1. März 1943 in Yokohama im verbündeten Japan ein. In fast einem Jahr auf See konnten ohne einen einzigen eigenen Verlust 14 gegnerische Schiffe mit zusammen 94.273 BRT versenkt werden.
Nach der Ankunft in Japan verließ Ruckteschell die Michel aus gesundheitlichen Gründen. Er litt unter einem schmerzhaften Magenleiden und einer schweren Migräne. Die Michel verließ Yokohama unter dem Kommando von Kapitän zur See Günther Gumprich am 21. Mai 1943 zu ihrer zweiten Feindfahrt. Der Hilfskreuzer wurde am 17. Oktober 1943 von dem US-amerikanischen U-Boot USS Tarpon dann versenkt. Ab 3. März 1943 wurde von Ruckteschell als Gehilfe des amtierenden Marineattachés in Japan eingesetzt. Militärattaché an der deutschen Botschaft in Tokyo war seit 1940 Paul Wenneker (1890–1979). Mit der Niederlage Deutschland im Mai 1945 wurde die deutsche Botschaft geschlossen und das Personal kurzzeitig interniert. Nach der Besetzung Japans durch die Alliierten Truppen wurde von Ruckteschell nach Deutschland überführt.
Mit seiner Ankunft kam von Ruckteschell in britische Kriegsgefangenschaft. Er wurde in seiner Heimatstadt Hamburg wegen mehrerer Verstöße gegen das internationale Seekriegsrecht vor ein britisches Militärgericht gestellt. Das Gericht verurteilte ihn 1947 wegen der Versenkung von Handelsschiffen und der möglichen aber nicht ausreichend erfolgten Rettung von Schiffbrüchigen der Anglo Saxon (39 Tote) zu 10 Jahren Gefängnis. Von Ruckteschell starb am 24. September 1948 in der Strafanstalt Fuhlsbüttel.

## Auszeichnungen
- Eisernes Kreuz (1914) II. Klasse am 10. Oktober 1915[8]
- Hanseatenkreuz Hamburg am 29. Mai 1916[8]
- Eisernes Kreuz (1914) I. Klasse am 3. November 1916[8]
- Hanseatenkreuz Bremen am 29. Dezember 1917[8]
- Ritterkreuz des Königlichen Hausordens von Hohenzollern mit Schwertern am 13. August 1918[8]
- Spange zum Eisernen Kreuz II. und I. Klasse[8]
- Ritterkreuz des Eisernen Kreuzes mit Eichenlaub[8]
  - Ritterkreuz am 31. Oktober 1940
  - Eichenlaub am 23. Dezember 1942 (158. Verleihung)
- Kriegsabzeichen für Hilfskreuzer mit Brillanten am 30. Dezember 1942[8]
- Kaiserlicher Orden des Heiligen Schatzes III. Klasse (jap. 瑞宝中綬章) am 8. März 1943[8]